# 罗景城
罗景城（？—？），明朝政治人物。岁贡出身。
罗景城曾接替唐鉴任上海县知县一职，由秦宗议接任。